# 佐野山寛太
佐野山 寛太（さのやま かんた、1935年10月16日 - ）は、日本の広告批評家。

## 略歴
東京出身。本名・佐野寛。1958年東京芸術大学美術学部図案科卒。1960年日本橋髙島屋宣伝部勤務をへて、1965年モス・アドバタイジングを設立し常務取締役。1976年代表取締役社長。東京学芸大学教授、目白大学特任教授を務めたのち、モス環境設計室代表。日本デザイン機構理事。NPO法人まちづくりNEXT運動常任理事。

## 著書
（特記なき場合は佐野寛名義）
- 『映し世の写真家たち』誠文堂新光社 1978
- 『透明大怪獣時代の広告』佐野山寛太 広松書店 1983
- 『広告化文明』佐野山寛太 洋泉社 1985
- 『人間縮小の原理 メディアの新理解』佐野山寛太 洋泉社 1988
- 『21世紀的生活』三五館 1996
- 『現代広告の読み方』佐野山寛太 文春新書 2000
- 『メディア写真論 メディア社会の中の写真を考える』パロル舎 2005
- 『追悼「広告」の時代』佐野山寛太 洋泉社 新書y 2010

### 共編著
- 『イメージ・エイジのヒーローたちと時代をつくった309写真』編 誠文堂新光社 1979
- 『ガジェット・ブック』佐野山寛太編 宣伝会議 1983
- 『世紀末ビョーキ文明 ガジェット図鑑』佐野山寛太編 新潮文庫 1984
- 木村恒久『キムラカメラフォトマジック』佐野山寛太編 新潮文庫 1985
- 小林のりお『ランドスケープ』佐野山寛太編 アーク・ワン 1986
- 『ザ・キムラカメラ』木村恒久構成,榎本了壱,大竹誠,本郷活平共著 パロル舎 2006
- 『消費社会のリ・デザイン 豊かさとは何か』水野誠一,伊坂正人,谷口正和,田村国昭共編著, 日本デザイン機構監修 大学教育出版 2009

### 翻訳
- マックス・ルッシャー『ルッシャー博士のカラー心理テスト 8色のカードがあなたの性格・心理をズバリ診断!』監訳 雄鶏社 1993